# Squat artistique
 (février 2020).
Si vous disposez d'ouvrages ou d'articles de référence ou si vous connaissez des sites web de qualité traitant du thème abordé ici, merci de compléter l'article en donnant les références utiles à sa vérifiabilité et en les liant à la section « Notes et références ».
 (février 2020).
- Si vous ne connaissez pas le sujet, laissez ce bandeau (vous pouvez alors contacter les auteurs).
- Si vous supprimez le contenu mis en cause (vous pouvez préalablement contacter les auteurs),

argumentez précisément cette suppression dans la page de discussion
(un manque de référence n'est pas un argument ; une recherche réelle de référence doit avoir été effectuée, être formellement documentée).
Les squats artistiques sont des occupations de bâtiments vides souvent depuis de nombreuses années. Leur durée d'occupation éphémère, va de quelques jours à quelques années selon les cas.
Ils permettent à des artistes de trouver un espace de travail et d'expression et de loger des personnes précaires. Certains mouvements artistiques sont nés de ces expériences et s'y sont développés : street art, graffiti, free party, installation, arts plastiques, visuels, numériques, arts du cirque, du spectacle vivant, cinéma, etc. 

## Quelques expériences de squats dans le monde

### Belgique
Le 1.2.3. à Bruxelles

### Allemagne
Le Tacheles à Berlin

### Italie
Le Forte Prenestino à Rome

## En France

### Île-de-France
- Centre autonome d'expérimentation sociale à Ris Orangis (Essonne) de 1981 à 2009
- L'Interférence Culturelle à Issy les Moulineaux (Hauts-de-Seine)
- Heaven et La Bouée à Villejuif (Val-de-Marne)
- Le Générateur à Bagnolet (Seine-Saint-Denis)

### Paris
À Paris et en Île-de-France, certains lieux se sont regroupés pour s'organiser ensemble lors de réunions Interface, Art et squats puis s'est formé l'organisation Intersquat Paris qui a ensuite décidé d'organiser deux fois par an le Festival des Ouvertures Utiles (F.O.U.). 
Il existe aussi le Festival des Résistances et Alternatives qui a lieu une fois par an (F.R.A.P.) 
D'autres lieux se regroupent avec le Transquat Paris-Montreuil, ou préfèrent rester autonomes…. 

#### Avant 2001
- L'Œil du Cyclone, Paris 9e
- Boinod, Paris 18e
- Le Garage 53, Paris 17e
- Passage Saint-Bernard, Paris 11e
- Art-Cloche
- 44 rue Jean-Moulin, Paris 14e, 1979 à 1981
- 6 rue d’Arcueil, Paris 14e, 1981 à 1986
- Ancien musée des automates, Paris 4e, oct 1991
- La Forge de Belleville, Paris 20e, oct 1991 à 1996
- Le Docteur Potain, Paris 20e
- La Banque d'art des cascades, Paris 20e
- rue d'Arcueil, Paris
- La rue du Docteur Potain, Paris 20e
- La Banque d'art des cascades, Paris 20e
- La Grange au Belles, Paris 10e
- Juliette Dodu
- Survolt avril 1999
- Les Falaises Paris 18e avril 1999-juin 2002
- Rue Blanche, Paris 9e
- Le Couvent des Récollets (Cité Européenne), Paris 19e
- Cinéma le Ritz, Paris 18e, février 1993
- Les Cascades, Paris 20e
- La Miroiterie, Paris 20e
- Les caves Lechapelais, Paris 17e, avril 1993
- L'entrepotes, Paris 20e, décembre 1994 à mai 1995
- Galerie Saintglinglin, Paris 20e, mai 1996
- Pôle Culturel Pi, Paris 19e, septembre 1996 à février 1998
- Ssocapi, Paris 3e, avr à oct 1998
- Marais public (Pastourelle), Paris 3e, oct 1998 à mars 1999
- La clinique du sport, Paris 3e, mars 1999
- Le Kiosque, Paris 3e, avril 1999
- Le squat de la Bourse, Paris 2e, mai à septembre 1999
- Le Caillou, Paris 20e, oct 1999
- Matignon, 33 av de Matignon, Paris 8e, oct 1999 à mars 2000
- Chez Robert, électron Libre, Paris 1er, novembre 1999 à mars 2006	, conventionné en 2006 et maintenu dans ses locaux.
- La Boétie, Paris 8e, décembre 1999 à janvier 2001
- La Comac, Paris 11e, 2000

#### Après 2001
- 347, Paris 9e
- Canal 35, Paris 10e, mai 2001 à oct 2001
- Le Laboratoire de la Création, mai 2002, conventionné en 2005 et maintenu dans ses locaux depuis. Le plus ancien de Paris.
- Le Carrosse, Paris 20e, 2002 à mars 2012
- Ballastr, Paris 17e, 2004
- Villart, Paris 8e, 2004
- La Générale, Paris 19e, février 2005 à septembre 2007
- Le Sentier, Paris
- La Jonquière, Paris 17e
- La Petite Rockette, Paris 11e
- Vend'Ohm, Paris 2e, 2004
- Suresnes, Paris 8e
- Rio, Paris 8e
- Le 24 rue de la Banque, Paris 2e, 2007 à 2009
- Atoll 13, Paris 13e
- Glacière, Paris 13e
- Les Plombés, Paris 2e
- La Cartonnerie, Paris 20e
- La Villa Joie, Paris 18e
- Le 7 Impasse, Paris 3e, 2003
- Le 26 rue de Montmorency, Paris 3e
- Le BIP, Paris 10e
- Le 88 Lafayette, Paris 10e
- Miromesnil, Paris 8e
- Le Loop, Paris 3e
- Candibox, Paris
- Le Bœuf 3, Paris 20e
- Le Gros Bellec, Paris 11e
- Le Blizz'art, Paris 10e
- Le Château Albatar, Paris 10e
- La hutte aux pies, Paris 15e
- La Station, Paris 12e
- La Gare aux gorilles, Paris 14e
- Les loups dans la prairie, Paris 20e
- Le Stendhal, Paris 20e, 2012
- La Main Jaune, Paris 17e
- Le Mont C, Paris 18e
- Le Poney club, Paris 14e
- Le Garage, Paris 18e
- Le Bloc, Paris 19e, 2013
- Le collectif Jour/Nuit, Paris 15e
- Le Point G, Paris 19e, 2014
- DOC, Paris 19e, 2015
- Le 23, Paris 10e, ouvert en février 2016
- Le Grobat', Paris 11e, ouvert en février 2016

#### Anciens squats actuellement conventionnés à Paris
Certains squats ont été officialisés par une convention d'occupation précaire après occupation des lieux par le squat et sans évacuation de tous les occupants.
- Le Laboratoire de la Création, Paris 1er (premier lieu conventionné, en 2005).
- Les Frigos, Paris 13e
- La Maison de la Plage, Paris 20e
- Le Jardin d'Alice, Paris 12e
- La Gare Expérimentale, Paris 12e

#### Aftersquats à Paris

##### Officialisation
Plusieurs lieux ont été officialisés après évacuation des occupants, rachat par la Mairie, travaux, et remis à disposition de collectifs sous forme de convention:
- La Forge de Belleville a été attribué à Point Ephémère
- Le Carrosse devenu le Marchal
- Chez Robert Electrons Libres devenu le 59 Rivoli.

##### Attribution de nouveaux locaux
D'autres lieux ont été attribués à d'anciens collectifs de squatteurs:
- Frichez nous la Paix, Paris 20e
- Alternation 2119, Paris 20e
- Le Théâtre de verre, Paris 18e
- La Ressourcerie, Paris 11e
- Shakirail, Paris 18e
- La Générale Nord-Est, Paris 11e
- La Main, Paris 15e
- Traces, Paris 20e
- Laboratoire de la création, annexe rue Molière, Paris 1er

#### Changement d'affectations à Paris
D'autres lieux ont complètement changé d'affectation après évacuation de leurs occupants.
- Hôpital éphémère devenu Hôpital Bretonneau
- La Boétie devenue École d'art et de culture E.A.C[4].
- Le Couvent des Récollets (Cité Européenne) devenu La Maison de l'Architecture
- La Générale du 19e devenu Hôpital psychiatrique "Maison Blanche - XIXe Lasalle"
- Pole Culturel Pi devenu École d'Architecture Paris Belleville [5]
- Le Palace (Paris)
- La Bellevilloise
- Le 24 rue de la Banque devenu immeuble de logements sociaux

### En Province
- Le Wagon (Saint Brieuc), actif de 1997 à 2004.

### En Outre-mer
- Le Centre des Arts et de la Culture, Maryse Condé à Pointe-à-Pitre en Guadeloupe, actif depuis 2021 [6].

## Articles généraux
1. Libération, no 502, 2 mai 1998 (Ssocapi) et 15 septembre 2002 (Palais de Tokyo)
2. Le Figaro, juillet 1999 (Bourse)[7]
3. Anne-Marie Fèvre, "Les squats d'artistes se multiplient dans Paris. Plus policés, ils cherchent une reconnaissance mais restent expulsables", Libération, janvier 2000 (Matignon)[8]
4. Philippe Tarnier, « Squats en plein courant d’art », Epok, n°6, mai 2000 (Matignon-Croustie's)
5. Dalila Kerchouche, « Les squats ont pignon sur rue », L'Express magazine, n° 2556, juillet 2000
6. Le Point, no 1458, 25 août 2000 "Squats d'artistes. Les combats de la bohème chic" (Canal 35)
7. Politis, no 627, 30 au 5 décembre 2000 "Dossier. Squats d'utilité publique" 6p.
8. Cassandre/Horschamp [9], 2000
9. Artension, n° 7, septembre 2002 "Dossier Squat Artistique"
10. Technikart, no 77, septembre 2002 "C'est arrivé près de chez vous" (1er festival Art et Squats au Palais de Tokyo)
11. Le Monde, septembre 2002 (Art et Squats)[10]
12. La Stradda, "L'extension du domaine de la hutte" oct 2011 [11],